# Білоус Анатолій Панасович
Анатолій Панасович Білоус (нар. 1925, місто Конотоп, тепер Сумської області — ?) — український радянський діяч, новатор виробництва, наладник Конотопського заводу «Червоний металіст» Сумської області. Депутат Верховної Ради УРСР 5-го скликання.

## Біографія
Народився в робітничій родині.
Служив у Червоній армії, учасник німецько-радянської війни.
З 1947 року — робітник-револьверник, з 1949 року — наладник верстатів другого механічного цеху електромеханічного заводу «Червоний металіст» міста Конотопа Сумської області. Впроваджував у виробництво нові раціоналізаторські пропозиції.
З 1955 року обирався членом цехового і заводського профспілкових комітетів, очолював житлово-комунальну комісію завкому профспілки.